# Musica Electronica Nova
Musica Electronica Nova (MEN) – Międzynarodowy Festiwal Muzyki Elektroakustycznej. 
Odbywające się co dwa lata wydarzenie łączy różne nurty muzyki elektronicznej, studyjnej i improwizacji z rozmaitymi formami performance’u, teatrem, tańcem i sztuką video. Zainicjowany w 2005 roku festiwal został od razu uhonorowany Wrocławską Nagrodą Muzyczną, a kolejna edycja była wyróżniona przez Politykę i Tygodnik Powszechny jako jedno z najciekawszych wydarzeń 2007 roku. Musica Electronica Nova jest organizowana przez Narodowe Forum Muzyki we Wrocławiu. Do 2017 roku dyrektorem artystycznym festiwalu była polska kompozytorka, Elżbieta Sikora. Od 2019 roku funkcję dyrektora artystycznego pełni Pierre Jodlowski.